# Eugnamptobius kuatunensis
Eugnamptobius kuatunensis là một loài bọ cánh cứng trong họ Rhynchitidae. Loài này được Voss miêu tả khoa học năm 1948.